# Ejler Haubirk
Ejler Haubirk (7. juli 1920 i Ringbjerg – 20. oktober 1944 i København) var en dansk styrmand og frihedskæmper under Besættelsen samt bror til Ingolf Haubirk.

## Biografi
Ejler Haubirk var søn af fyrmester Ejler Haubirk (navneændring 1915 fra Ejler Haubjerg Frederiksen), født 27. juli 1891 i Østbirk Sogn ved Horsens, og hustru Sofie Frederikke Hauberg Sørensen, født 10. juni 1894 i Låsby Sogn. Forældrene blev viet 1. juni 1917 i Østbirk Kirke.

### Modstandsmand
Han var ansat i Fyr- og Vagervæsenet i Dragør og gik sammen med sin bror Ingolf ind i modstandsarbejdet som aktiv i flere grupper som BOPA, De Frie Danske og Studenternes Efterretningstjeneste (SE). Hans primære opgaver bestod i at hjælpe flygtende jøder over Øresund til sikkerhed i Sverige.

### Sidste dage
Den 20. oktober 1944 blev han genkendt af den berygtede Kai Henning Bothildsen Nielsen og en stikker (og senere medlem af Petergruppen), Henning Brøndum, på Café Odin på Trianglen i København, hvor modstandsfolk plejede at mødes. Det lykkedes ham at flygte ud af caféen, men han blev skudt ned bagfra af Brøndum ude på gaden og døde senere på hospitalet.

## Efter hans død
Den 2. juli 1945 blev hans jordiske rester i Ryvangen opgravet og ført til Retsmedicinsk Institut, og blev 29. august 1945 genbegravet i Mindelunden i Ryvangen, i det store gravfelt.
En mindetavle hædrer ham på Trianglen på Østerbro. Der er også sat en mindesten ved Dragør Kirke.